# Навахо-Маунтен (Юта)
Навахо-Маунтен (англ. Navajo Mountain) — переписна місцевість (CDP) в США, в окрузі Сан-Хуан штату Юта. Населення — 450 осіб (2020).

## Географія
Навахо-Маунтен розташоване за координатами 37°2′49″ пн. ш. 110°47′24″ зх. д. / 37.04694° пн. ш. 110.79000° зх. д. (37.047027, -110.789937).  За даними Бюро перепису населення США в 2010 році переписна місцевість мала площу 86,39 км², уся площа — суходіл.

## Демографія
Згідно з переписом 2010 року, у переписній місцевості мешкали 354 особи в 100 домогосподарствах у складі 75 родин. Густота населення становила 4 особи/км².  Було 118 помешкань (1/км²).
Расовий склад населення:
| - 95,5 % — корінних американців - 1,4 % — білих |

До двох чи більше рас належало 3,1 %. Частка іспаномовних становила 0,0 % від усіх жителів.
За віковим діапазоном населення розподілялося таким чином: 37,6 % — особи молодші 18 років, 53,1 % — особи у віці 18—64 років, 9,3 % — особи у віці 65 років та старші. Медіана віку мешканця становила 28,9 року. На 100 осіб жіночої статі у переписній місцевості припадало 100,0 чоловіків;  на 100 жінок у віці від 18 років та старших — 99,1 чоловіків також старших 18 років.
Середній дохід на одне домашнє господарство  становив 38 017 доларів США (медіана — 24 107), а середній дохід на одну сім'ю — 41 795 доларів (медіана — 26 250). За межею бідності перебувало 46,1 % осіб, у тому числі 51,8 % дітей у віці до 18 років та 25,7 % осіб у віці 65 років та старших.
Цивільне працевлаштоване населення становило 83 особи. Основні галузі зайнятості: освіта, охорона здоров'я та соціальна допомога — 50,6 %, будівництво — 16,9 %, фінанси, страхування та нерухомість — 6,0 %, мистецтво, розваги та відпочинок — 6,0 %.